# Klaus Hartmann (Maler)

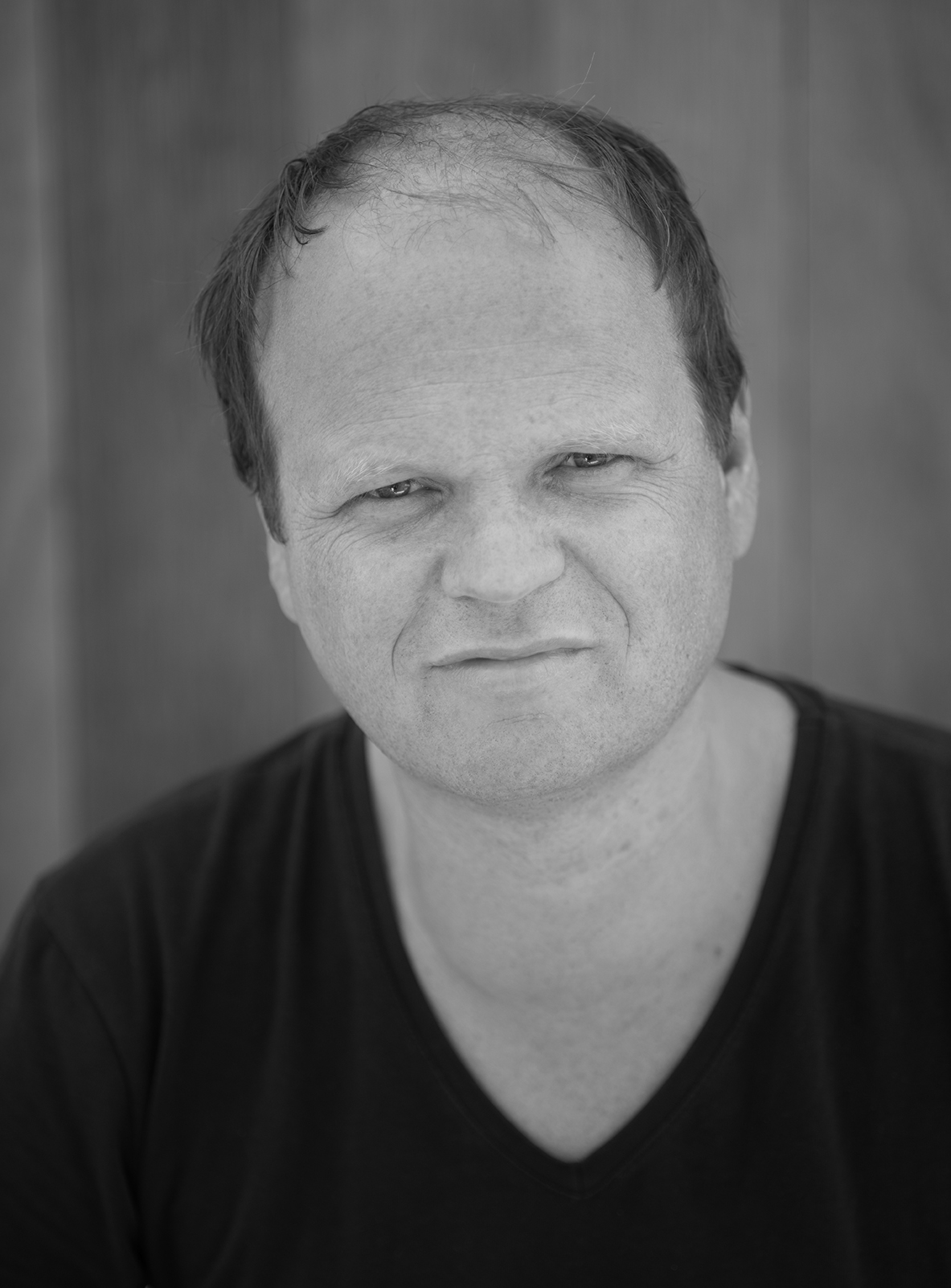
Klaus Hartmann (2016)

Klaus Hartmann (* 8. Dezember 1969 in Eisleben) ist ein deutscher Maler. Er lebt in Wittstock zwischen Berlin und Hamburg.
Nach einer Ausbildung zum Orthopädieschuhmacher in Erfurt studierte Klaus Hartmann von 1991 bis 1997 an der Hochschule für bildende Künste Hamburg bei Werner Büttner. 1994 war er für ein Semester an der Akademie der bildenden Künste Wien.

## Werk
Die Bilder von Klaus Hartmann sind malerische Konstruktionen, die aus konkreten Beobachtungen des Künstlers entstehen. Häufig werden Szenen mit thematischen Brüchen dargestellt, die als Ansichten der Gesellschaft lesbar sind. Bildthemen seiner frühen Gemälde sind u. a. Kleingärten, Jahrmärkte, Riesenräder und Achterbahnen, Werbetafeln, Bahngleise, Fußgängerbrücken, Buschformationen und Chinarestaurants.
Klaus Hartmann bereiste mehrmals Ostafrika. Zwischen 2006 und 2015 ist eine überwiegend aus Landschaftsbildern bestehende Gruppe von Tansania Bildern entstanden. Seit 2016 entsteht die Zeichnungsserie „Entlang der neuen Straße“. Die Serie ist eine Sammlung typischer Gebäude, die man in ländlichen Regionen Tansanias, Ruandas und Sambias findet. Der Betrachter schlüpft in die Rolle eines Fahrers der Häuser, Hütten und Kioske im Vorbeifahren flüchtig wahrnimmt. Die Landschaft ist fiktiv. Ein ähnliches Projekt entstand 2022 über Häuser entlang der Tanzania-Zambia Railway (TAZARA) Eisenbahnstrecke zwischen Kapiri Mposhi und Daressalam.

## Sammlungen
Bilder von Klaus Hartmann befinden sich u. a. in der Sammlung zeitgenössischer Kunst der Bundesrepublik Deutschland, im Kunstmuseum Dieselkraftwerk Cottbus, im Kunstmuseum Bremerhaven und der Sammlung Falckenberg in Hamburg.